# Кемельчи
Кемельчи́ (укр. Кемельчі, крымскотат. Kemelçi, Кемельчи) — исчезнувшее село в Красногвардейском районе Республики Крым, располагавшееся на востоке района, в степном Крыму, в безымянной балке, впадающей справа в Салгир, примерно в 2,5 км юго-западнее села Мироновка.

## История
Первое документальное упоминание села встречается в Камеральном Описании Крыма… 1784 года, судя по которому, в последний период Крымского ханства Кюкенли входил в Ташлынский кадылык Акмечетского каймаканства.
После присоединения Крыма к России (8) 19 апреля 1783 года, (8) 19 февраля 1784 года, именным указом Екатерины II сенату, на территории бывшего Крымского Ханства была образована Таврическая область и деревня была приписана к Симферопольскому уезду. После Павловских реформ, с 1796 по 1802 год, входила в Акмечетский уезд Новороссийской губернии. По новому административному делению, после создания 8 (20) октября 1802 года Таврической губернии, Кемельчи был включён в состав Табулдинской волости Симферопольского уезда.
В Ведомости о всех селениях в Симферопольском уезде состоящих с показанием в которой волости сколько числом дворов и душ… от 9 октября 1805 года в деревне Кемельче числилось 16 дворов и 68 жителей, исключительно крымских татар. На военно-топографической карте генерал-майора Мухина 1817 года деревня Кемельчи обозначена как Салгир ягасы уфак кемельчи с 19 дворами. После реформы волостного деления 1829 года Каменчи, согласно «Ведомости о казённых волостях Таврической губернии 1829 года» отнесли к Айтуганской волости (переименованной из Табулдинской). На карте 1836 года в деревне 13 дворов. Затем, видимо, в результате эмиграции крымских татар, деревня заметно опустела и на карте 1842 года Кемельчи обозначена условным знаком «малая деревня», то есть, менее 5 дворов.
В 1860-х годах, после земской реформы Александра II, деревню приписали к Зуйской волости. В «Списке населённых мест Таврической губернии по сведениям 1864 года», составленном по результатам VIII ревизии 1864 года, Комельчи — владельческая татарская деревня с 11 дворами, 66 жителями и мечетью при колодцахъ. По обследованиям профессора А. Н. Козловского начала 1860-х годов, в селении имелись колодцы глубиной 3—8 саженей, 4 из них с пресной и 2 с солёной водой. На трёхверстовой карте 1865—1876 года в деревне 18 дворов. В «Памятной книге Таврической губернии 1889 года» по результатам Х ревизии 1887 года записана Кемельчи с 51 двором и 264 жителями
После земской реформы 1890 года Кемельчи отнесли к Табулдинской волости. Согласно «…Памятной книжке Таврической губернии на 1892 год», в деревне Кемельчи, входившей в Айтуганское сельское общество, числился 81 житель в 14 домохозяйствах, все безземельные. По «…Памятной книжке Таврической губернии на 1900 год» в деревне было 130 жителей в 18 дворах. По Статистическому справочнику Таврической губернии. Ч.II-я. Статистический очерк, выпуск шестой Симферопольский уезд, 1915 год, в деревне Кемельчи (Карашайский Сеферша Мурза и Ширинский Адильша Мурза) Табулдинской волости Симферопольского уезда числилось 6 дворов с татарским населением в количестве 17 человек приписных жителей и 63 — «посторонних», из которых 41 мужчина и 39 женщин. Жители владели 480 десятинами удобной земли. В хозяйствах имелось 34 лошади, 18 коров и 300 голов мелкого скота.
После установления в Крыму Советской власти и учреждения 18 октября 1921 года Крымской АССР, в составе Симферопольского уезда был образован Биюк-Онларский район, в состав которого включили село. В 1922 году уезды получили название округов. 11 октября 1923 года, согласно постановлению ВЦИК, в административное деление Крымской АССР были внесены изменения, в результате которых был ликвидирован Биюк-Онларский район и село включили в состав Симферопольского. Согласно Списку населённых пунктов Крымской АССР по Всесоюзной переписи 17 декабря 1926 года, в селе Кемельчи, Джага-Шейх-Элинского сельсовета Симферопольского района, числилось 39 дворов, из них 32 крестьянских, население составляло 88 человек, все татары, действовала татарская школа. Постановлением КрымЦИКа от 15 сентября 1930 года был вновь создан Биюк-Онларский район (указом Президиума Верховного Совета РСФСР № 621/6 от 14 декабря 1944 года переименованный в Октябрьский), теперь как немецкий национальный, село включили в его состав. В последний раз Кемельчи встречается на карте издания 1938 года на двухкилометровке РККА 1942 года селение уже не обозначено.

### Динамика численности населения
| - 1805 год — 68 чел. - 1864 год — 66 чел. - 1889 год — 264 чел. - 1892 год — 81 чел. | - 1900 год — 130 чел. - 1915 год — 17/63 чел. - 1926 год — 88 чел. |